# Zabójcy (powieść)
Zabójcy (ang. Assassins: Assignment: Jerusalem, Target: Antichrist) – VI tom bestsellerowej serii Powieść o czasach ostatecznych autorstwa Tima LaHaye’a i Jerry’ego B. Jenkinsa.

## Opis fabuły
Rayford Steele, przepełniony gniewem z powodu straty przyjaciół, rozważa zabicie Nicolae Carpathii. Jego obsesja powoduje, że oddala się od swych bliskich. Zastanawia się, czy będzie w stanie zabić Antychrysta.
W kwaterze głównej Globalnej Wspólnoty w Nowym Babilonie David Hassid - na polecenie Carpathii i Fortunato zamawia 144 supernowoczesne komputery, mające posłużyć do wyśledzenia siedziby Opozycji Ucisku. David sabotuje dostawę, zmieniając miejsce jej wyładunku. David rozbudowuje system podsłuchowy w kwaterze Globalnej Wspólnoty i śledzi odbywające się tam rozmowy.
Hattie Durham - która także pragnie zabić Nicolae Carpathię - ucieka z siedziby Opozycji Ucisku po tym, jak dowiedziała się, że zmarł doktor Floyd. Lekarza zabiła trucizna znajdująca się w krwiobiegu Hattie (zakaził się, gdy odbierał jej poród).
Rayford i nowy członek Opozycji Ucisku - Leah próbują nocą zabrać gotówkę z jej domowego sejfu, gdy zostają osaczeni przed agentów Globalnej Wspólnoty. Podczas ich ucieczki spełnia się zapisane w Apokalipsie proroctwo (szósta trąba):
"I zostali uwolnieni czterej aniołowie, gotowi na godzinę, dzień, miesiąc i rok, by pozabijać trzecią część ludzi. A liczba wojsk - konnicy: dwie miriady miriad - posłyszałem ich liczbę. I tak ujrzałem w widzeniu konie i tych, co na nich siedzieli, mających pancerze barwy ognia, hiacyntu i siarki. A głowy koni jak głowy lwów, a z pysków ich wychodzi ogień, dym i siarka. Od tych trzech plag została zabita trzecia część ludzi, od ognia, dymu i siarki, wychodzących z ich pysków. Moc bowiem koni jest w ich pyskach i w ich ogonach, bo ich ogony - podobne do węży: mają głowy i nimi czynią szkodę."
Rayford i Leah udają się do Brukseli, by uwolnić Hattie Durham, przetrzymywaną przez Globalną Wspólnotę. Uciekają z zasadzki, ginie jednak dwójka ich przyjaciół. Rayford, pragnący śmierci Carpathii, udaje się do Jerozolimy.
Zbliża się moment, w którym upłynie 3,5 roku od podpisania traktatu między Globalną Wspólnotą a Izraelem (połowa okresu Ucisku). W Jerozolimie, na stadionie Teddy Kolleka, odbywają się 3-dniowe wielkie uroczystości rocznicowe. Cameron "Buck" Williams spotyka się z Chaimem Rozenzweigiem, który miał wylew i jest częściowo sparaliżowany (porusza się na wózku). Rozczarowany postawą Carpathii naukowiec pokazuje Buckowi swój warsztat, w którym udało mu się wykonać supercienkie ostrze.
Pontifex Maximus Peter Matthews zostaje zamordowany przez 10 potentatów świata, a Wspólna Wiara Świata zniesiona. Carpathia zabija Eliego i Mojsze - dwóch świadków, którzy zmartwychwstają po 3 dniach i wstępują do nieba. Na stadionie Carpathia wygłasza przemówienie. W tłumie obecny jest Rayford (pragnie zabić Carpathię zdobytą na czarnym rynku bronią - pistoletem zwanym "mieczem"), zaś na scenie Chaim Rozenzweig. Rayford strzela do Jego Wysokości Carpathii (tuż przed strzałem Steele został potrącony), a uciekając - gubi "miecz". Antychryst umiera w objęciach Leona Fortunato.

## Główni bohaterowie

### Chrześcijanie
- Rayford Steele – były pilot linii lotniczych Pan-Continental, stracił żonę i syna podczas Pochwycenia, były dowódca samolotu Global Community One (osobistej maszyny Nicolae Carpathii), członek pierwotnej Opozycji Ucisku, międzynarodowy zbieg przebywający w ukryciu w Mount Prospect (Illinois)
- Chloe Steele Williams – córka Rayforda, żona Bucka Williamsa, straciła matkę i brata podczas pochwycenia, członkini pierwotnej Opozycji Ucisku, matka 10-miesięcznego Kenny'ego Bruce’a, ukrywa się w Mount Prospect, kieruje międzynarodową siecią wymiany towarowej i pieniężnej, służącej wierzącym
- Cameron "Buck" Williams – były dziennikarz pisma "Global Weekly", przyjaciel Chaima Rosenzweiga, członek pierwotnej Opozycji Ucisku, redaguje magazyn internetowy "Słowo Prawdy", ukrywa się w Mount Prospect
- Doktor Tsion Ben-Judah – rabin i naukowiec, jeden z nawróconych na chrześcijaństwo Żydów, duchowy przywódca i nauczyciel Opozycji Ucisku; poszukiwany przez Globalną Wspólnotę za głoszenie wiary uciekł do USA; za pomocą Internetu głosi Ewangelię i wzywa ludzi do nawrócenia, przebywa w ukryciu w Mount Prospect
- Doktor Floyd Charles – lekarz, przebywa w bezpiecznym domu w Mount Prospect
- Mac McCullum – pilot Nicolae Carpathii, przebywa w pałacu Globalnej Wspólnoty w Nowym Babilonie
- David Hassid – programista komputerowy i techniczny ekspert Globalnej Wspólnoty, dyrektor zarządzający odbiorem dostaw
- Abdullah Smith – pochodzący z Jordanii pilot odrzutowców i myśliwców
- Leah Rose – pracownica administracji Arthur Young Memorial Hospital w Palatine, nadzorująca pielęgniarki; mieszka samotnie
- Tyrola ("T") Mark Delanty – właściciel i dyrektor lotniska Palwaukee Airport (Wheeling - stan Illinois)
- Lukas ("Laslos") Miklos – właściciel przedsiębiorstwa handlującego lignitem (Grecja)

### Wrogowie chrześcijaństwa
- Nicolae Jetty Carpathia – były Sekretarz Generalny ONZ, Przywódca Globalnej Wspólnoty (Potentat), Antychryst
- Leon Fortunato – prawa ręka Carpathii, Najwyższy Zwierzchnik
- Peter Mathew – były kardynał Cincinnati, Ponfixex Maximus Enigmy Babilonu - Jednej Światowej Wiary

### Niezdecydowani
- Hattie Durham – była stewardesa, asystentka i kochanka Nicolae Carpathii, przebywa w bezpiecznym domu w Mount Prospect
- Chaim Rosenzweig – botanik, laureat Nagrody Nobla, odkrywca formuły, która zmieniła izraelskie pustkowia w kwitnące i żyzne tereny uprawne, Człowiek Roku pisma "Global Weekly"

## Miejsca wydarzeń
- Chicago
- Irak
- Grecja
- Kuwejt
- Izrael
- Bruksela